# Герб Березнівського району
Герб Березні́вського райо́ну — офіційний символ Березнівського району Рівненської області, був затверджений 9 липня 2002 року рішенням Березнівської районної ради.
Автори проекту — А. Гречило та Ю. Терлецький Художник М. Новачок

## Опис герба
Головними елементом герба є прямокутний з півколом в основі геральдичний щит з золотим полем перетягнутий синьою косою балкою від правого верхнього кута до лівого низу. У лівому верхньому полі зображено два березових листочки з двома бруньками зеленого кольору. У правому нижньому полі розміщено синю квітку.

## Значення символів
Елементи герба символізують: Золоте поле щита — сільське господарство, яким з далекого минулого займалися місцеві жителі.
Голуба балка — річка Случ, що протікає територією району і розділяє її на дві частини.
Березові листочки з бруньками — відображає назву району та розвинуте лісове господарство. Голуба квітка — символізує Поліську землю.